# Peter Masuch
Peter Masuch (* 10. April 1951 in Westerstede) ist ein deutscher Jurist. Vom 1. Januar 2008 bis zum 30. September 2016 war er Präsident des Bundessozialgerichts.

## Leben
Nach Abitur und Wehrdienst nahm Masuch 1972 an der Universität Bremen ein Studium der Rechtswissenschaft auf, das er 1978 abschloss. Von 1979 bis 1980 war er wissenschaftlicher Mitarbeiter beim Bundessozialgericht. 1980 wurde Masuch zum Richter am Sozialgericht Bremen ernannt, 1990 wechselte er als Richter an das Landessozialgericht Bremen. Nach einer erneuten Tätigkeit als wissenschaftlicher Mitarbeiter 1985/1986 am Bundessozialgericht und ebenfalls als wissenschaftlicher Mitarbeiter am Bundesverfassungsgericht in den Jahren 1993 bis 1995 wurde Masuch am 2. Mai 1996 zum Richter am Bundessozialgericht in Kassel ernannt und war dort ab 1998 mehrmals Vorsitzender des Richterrats.
Dort war er zunächst am 8. und 10. Senat (zuständig u. a. für Knappschaftsversicherung, Konkursausfallgeld und Kindergeldrecht), ab 2001 am 9. und 10. Senat (u. a. soziales Entschädigungsrecht, Schwerbehindertenrecht) tätig. Zuletzt war er ab 1. Juli 2007 als stellvertretender Vorsitzender des 7. und 8. Senats für die Bereiche Arbeitsförderung, Sozialhilfe und Asylbewerberleistungsrecht zuständig. Am 18. Dezember 2007 wurde Masuch durch Bundesminister Olaf Scholz zum Präsidenten des Bundessozialgerichts ernannt und war bis zu seinem Ruhestand zum 1. Oktober 2016 am 1. Senat zuständig für das Leistungsrecht der Krankenversicherung. Er übernahm das Präsidentenamt von Matthias von Wulffen, dessen Amtszeit aus Altersgründen endete.
Masuch ist langjähriger Mitarbeiter am Gemeinschaftskommentar zum SGB II und Mitherausgeber sowie Mitkommentator eines Kommentars zum SGB IX.
Masuch ist seit seinem 18. Lebensjahr Mitglied der SPD und langjähriges Mitglied der ÖTV bzw. von ver.di. Er ist seit 1987 für die Lebenshilfe für Menschen mit geistiger Behinderung e. V. tätig, seit 2004 Mitglied in deren Bundesvorstand. Masuch erhielt 2016 ein Ehrendoktorat der Universität Bremen. Er ist verheiratet und hat zwei Kinder.